# Том Грамбуш
Том Грамбуш (нім. Tom Grambusch, нар. 4 серпня 1995, Менхенгладбах, Німеччина) — німецький хокеїст на траві, бронзовий призер Олімпійських ігор 2016 року, срібний призер Олімпійських ігор 2024 року.

## Виступи на Олімпіадах
| Олімпіада           | Дисципліна     | Місце |
| ------------------- | -------------- | ----- |
| Ріо-де-Жанейро 2016 | хокей на траві | 3     |
| Париж 2024          | хокей на траві | 2     |

## Зовнішні посилання
- Том Грамбуш — олімпійська статистика на сайті Sports-Reference.com (англ.) (архівна версія)